# The Peopletree Sessions (альбом)
«The Peopletree Sessions» — другий студійний альбом співачки Мілли Йовович. Є альбомом електроніки/фолк-рок, альбом записаний в 1998 році протягом декількох пізніх ночей в квартирі Bloch's в Лос-Анджелес. Альбом був спочатку виданий People Tree Recordings лейблом Bloch's, з якого він отримав свою назву.

## Відомості про альбом
Незабаром після свого початкового випуску, Йовович і Bloch's публічно не погодилися з легітимністю релізів. Йовович, хто знімалася у фільмі Посланниця: Історія Жанни д'Арк в той час, намагалася придушити поширення релізу у мережі Інтернет в той час як Bloch's виступав за своїми художніми якостями. Судовий позов до лейбду не було прийнято і Cherry Red Records перевидав на ремастеринг CD версію сесії альбому.
У 2000 році в The Peopletree Sessions альбом був обраним як "CD Тижня" та з урахуванням: 4/5 зірок на The Guardian газеті, який назвав це "так гавкати, це здорово".

## Композиції
1. "Queen Electric" (Мілла Йовович, Девід Турин, Д. Елдер) — 3:43
2. "Flu w/ Adam" (Мілла Йовович, Девід Турин) — 3:53
3. "Sweet Heart" (Мілла Йовович, Девід Турин, Д. Елдер) — 4:22
4. "DJ Punk Ink" (Мілла Йовович, Д. Елдер) — 2:30
5. "I Tell" (Мілла Йовович, Девід Турин, Д. Елдер) — 3:20
6. "Going Down" (Мілла Йовович, Девід Турин, Д. Елдер) — 3:03
7. "The Original Flu" (Мілла Йовович, Девід Турин) — 6:20
8. "House Of Spiders" (Мілла Йовович, Девід Турин) — 7:04
9. "Purge" (Мілла Йовович, Девід Турин, Д. Елдер) — 3:22
10. "Flu @ SINC" (Мілла Йовович, Девід Турин, Д. Елдер) — 2:44
11. "Secret Society" (Мілла Йовович, Девід Турин, Д. Елдер) — 3:09
12. "Separate Worlds" (Мілла Йовович, Девід Турин) — 2:45
13. "Separate Worlds" [Remix] (Мілла Йовович, Девід Турин) — 3:16
14. "Wake Baby" (Мілла Йовович, Девід Турин) — 4:12
15. "Saturday" (Мілла Йовович, Девід Турин) — 2:47
16. "House of Spiders" [Remix] — 1:35
17. "Hidden Track"  (Мілла Йовович, Девід Турин) — 1:33

## Персоналії
- Мілла Йовович - головний вокал і гітара, продюсер
- Кріс Бреннер - клавіатура, мандоліна
- Emit Bloch - акустична гітара, клавішні, продюсер
- D. Elder - програмування, продюсер